# پانچبیبی
پانچبیبی (به لاتین: Panchbibi) یک منطقهٔ مسکونی در بنگلادش است که در ناحیه جایپورهات واقع شده‌است. پانچبیبی ۲۷۸٫۵۳ کیلومتر مربع مساحت و ۱۹۳٬۳۶۵ نفر جمعیت دارد.